# Luigi Borro
Luigi Borro (* 29. Juli 1826 in Ceneda, einer frazione von Vittorio Veneto; † 6. Januar 1880 in Venedig) war ein venezianischer Bildhauer und Maler.

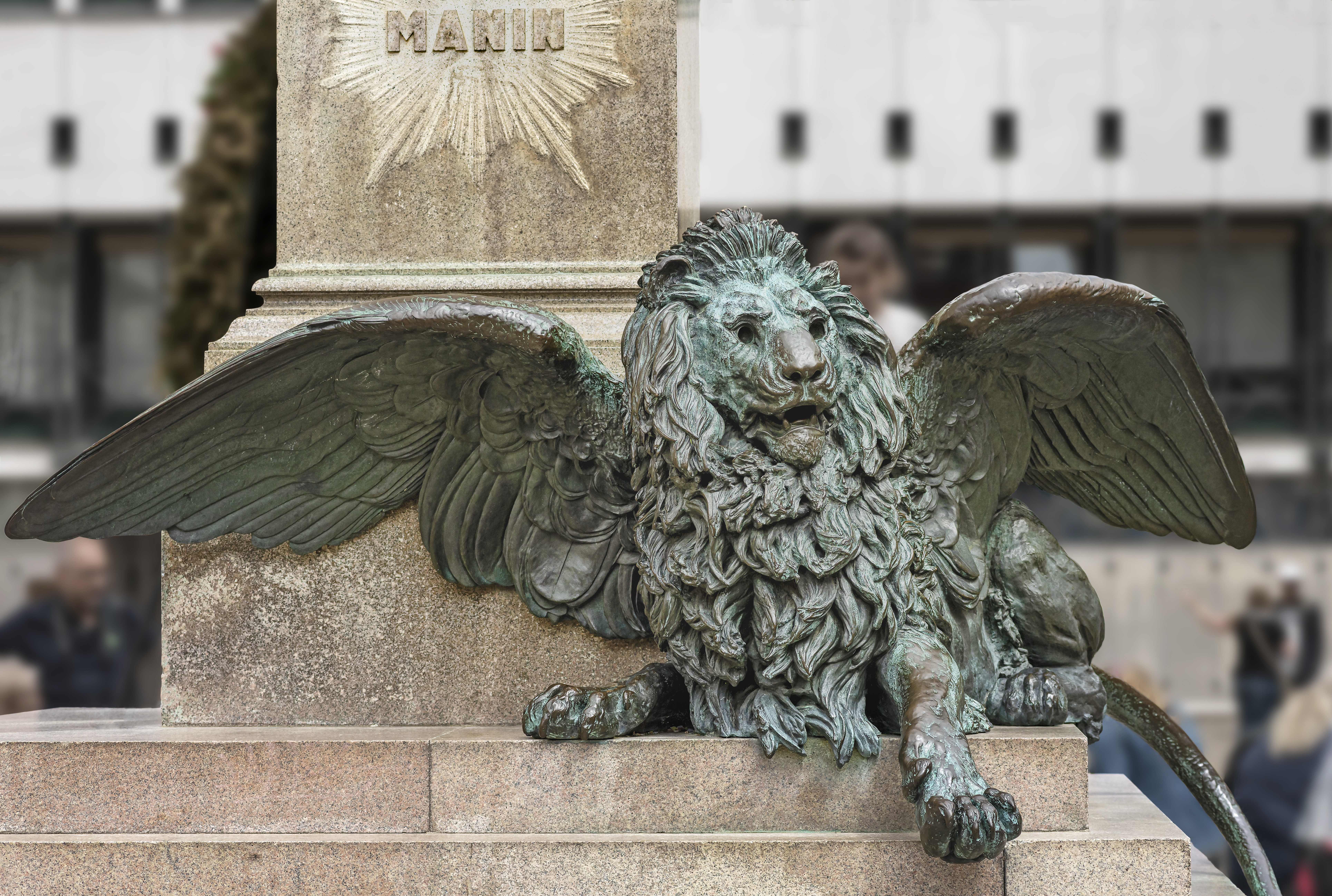
Geflügelter Löwe von Venedig von Luigi Borro.

## Leben
Luigi Borro war Analphabet, gelangte jedoch durch die Vermittlung des Malers Giovanni Demin nach Venedig, wo er Lesen und Schreiben lernte. Ende 1842 schrieb er sich bei der Accademia ein. 1844 wurde er von Federico Zandomeneghi für eines der Stipendien vorgeschlagen, die der österreichische Kaiser – Venetien gehörte bis 1866 zum Kaisertum Österreich – für fähige aber arme Studenten vorgesehen hatte. 1845 erhielt er ein dreijähriges Stipendium, an das sich ein weiteres für einen Aufenthalt in Rom anschloss, wo er bis 1852 lebte. Nach Venedig zurückgekehrt und verheiratet, schuf er in Venedig und Treviso Skulpturen zum Gedächtnis Verstorbener, aber auch solche für Friedhöfe, sowie Porträts. Ab 1861 befand sich sein Atelier in der Chiesa di Santa Margherita, die seit 1810 keine Gemeinde mehr war und daher als Lager für Tabak, später für Marmor aus anderen Kirchen, deren Gemeinden ebenfalls aufgelöst worden waren, diente. Zu Borros Schülern zählten die Venezianer Antonio Dal Zotto (1841–1918) und Carlo Lorenzetti (1858–1945) sowie Antonio Carlini (1853–1933), der aus Treviso stammte.
Doch Borros Interesse für alte Gemälde, die außer Mode geraten waren, wie insgesamt sein mangelnder Erfolg, ließen ihn, sieht man von dem Denkmal für Daniele Manin von 1874 ab, in Vergessenheit geraten. Verarmt und verbittert starb er am 6. Februar 1886 in Venedig.

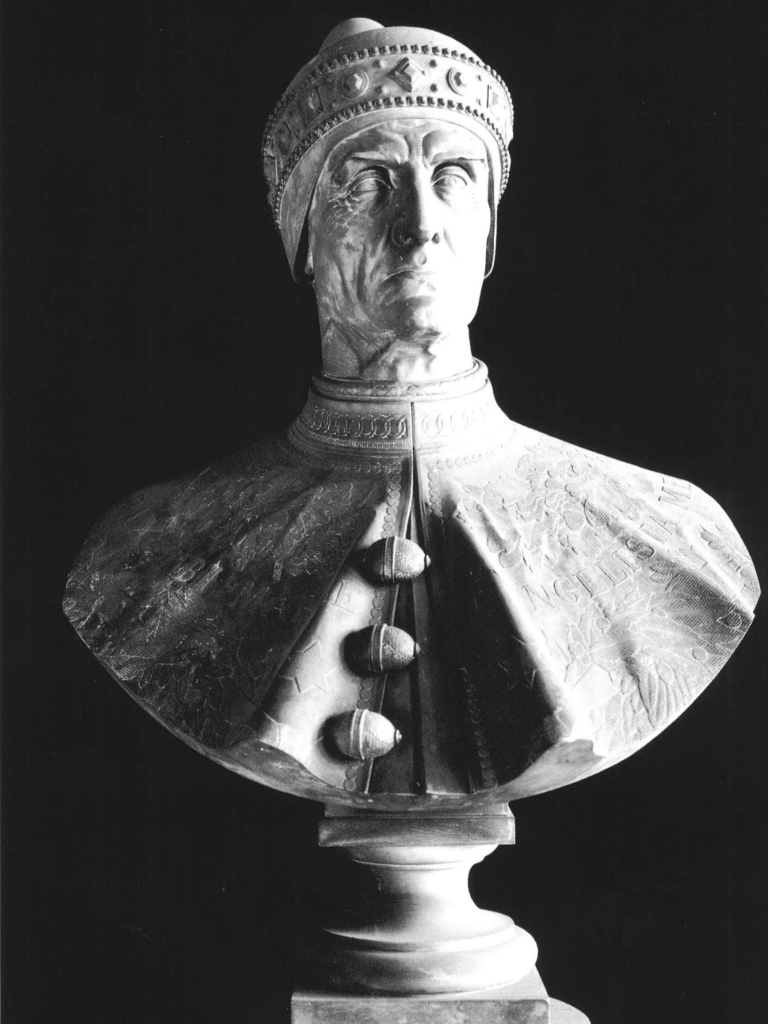
Büste des Leonardo Loredan (1436–1521)

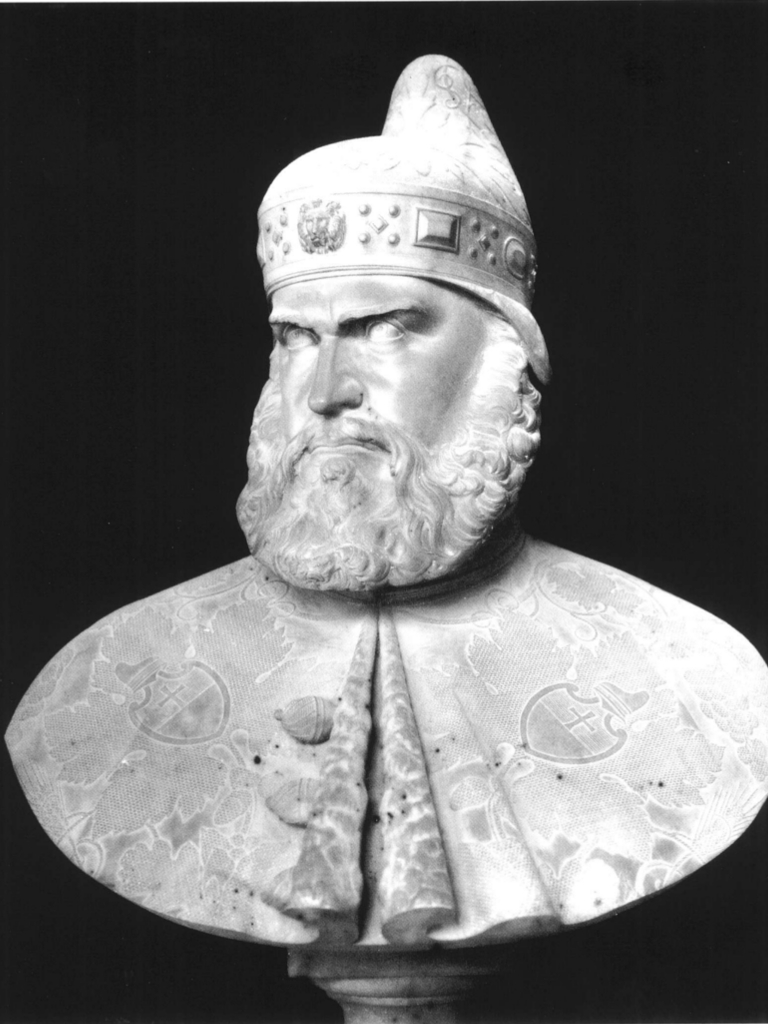
Büste des Andrea Gritti (1455–1536)

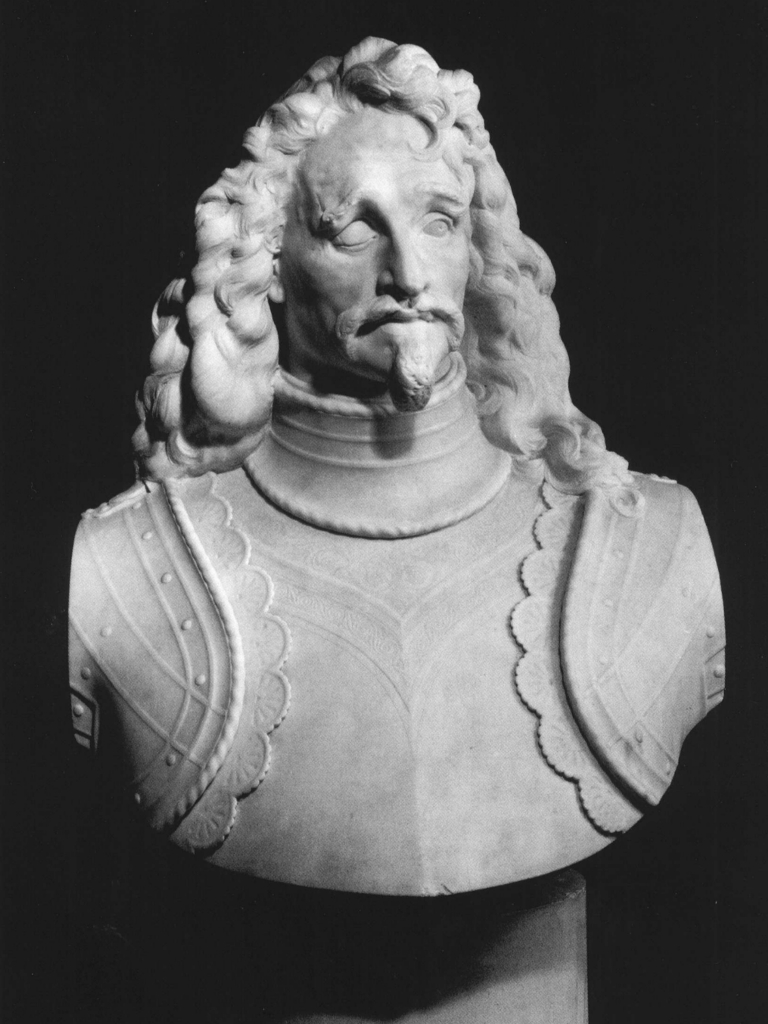
Büste des Lazzaro Mocenigo (1624–1657)

Zu seinen herausragenden Werken gehören die Liberazione di un ossesso (Befreiung eines Besessenen) im Museo d'Arte Moderna di Venezia oder der Natale Schiavoni im selben Haus, den er 1856 schuf, der überraschend lebendig, beinahe Goldonihaft weil weniger formalistisch wirkt, aber auch sein Antonio Catullo im Museo Civico di Treviso aus dem Jahr 1864, ein Werk von scharfsichtigem und vorurteilsfreiem Realismus. Dazu zählt aber auch seine Büste des Lazzaro Mocenigo, die er 1865 schuf.

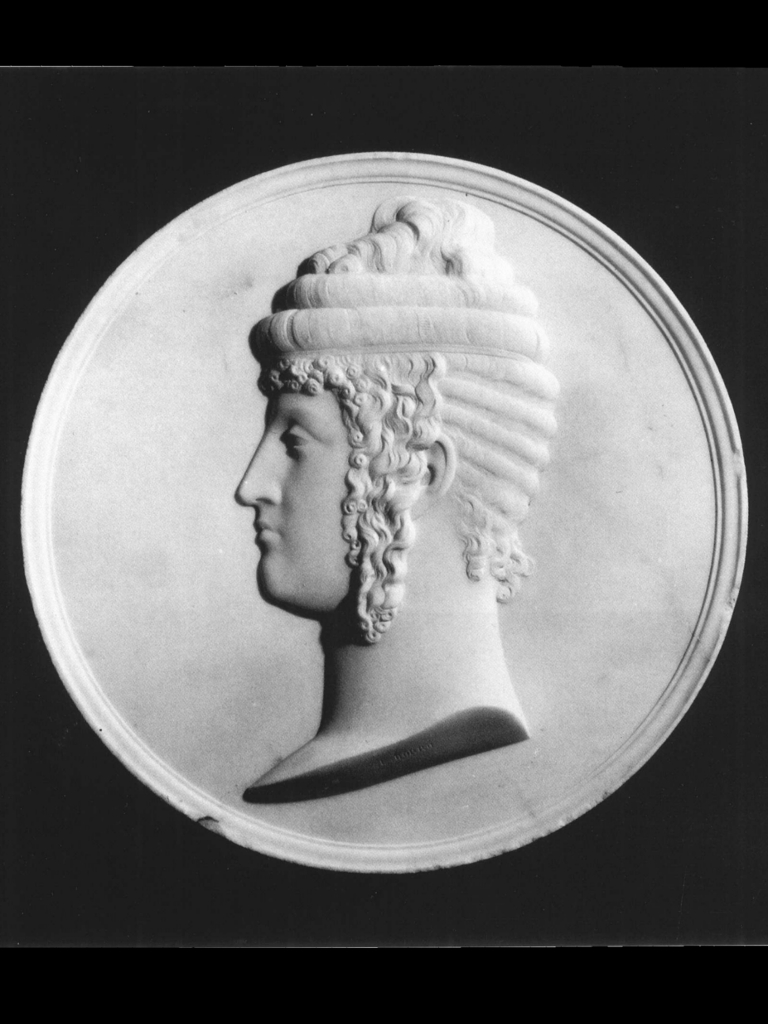
Cassandra Fedele (1465–1558). Das Werk entstand 1864–1865 und gehörte zum Panteon Veneto im Palazzo Loredan am Campo Santo Stefano.

Borro wurde als Maler kaum bekannt, doch überlebten einige bemerkenswerte Porträts, wie das der Giovanna Marina Dolcetta von 1864, das sich heute gleichfalls im Museo Civico di Treviso befindet.
Im 20. Jahrhundert erinnerten vor allem Ausstellungen, sowie die Publikationen von Nino Barbantini (1884–1952) zur Kunstgeschichte des 19. Jahrhunderts an das Werk Luigi Borros.
In Treviso erinnert die Via L. Borro an den Künstler.